# Kurumoč
Kurumoč è un villaggio russo dell'Oblast' di Samara.